# Zombieland
Zombieland – amerykański horror komediowy o zombie z 2009 roku, w reżyserii Rubena Fleischera.

## Treść
Akcja toczy się w niedalekiej przyszłości. Cały świat został opanowany przez hordy krwiożerczych zombie. Dwóch ocalałych mężczyzn spotyka się przypadkowo i łączy siły. Jeden z nich, Columbus, jest słabeuszem, który dzięki inteligencji i przestrzeganiu paru sformułowanych przez siebie zasad zdołał przeżyć. Z kolei Tallahassee to twardziel znajdujący przyjemność w walce z zombie. Wkrótce mężczyźni spotykają dwie dziewczyny, Wichitę i Little Rock, które także zdołały przetrwać.

## Główne role
- Jesse Eisenberg – Columbus
- Woody Harrelson – Tallahassee
- Emma Stone – Wichita
- Abigail Breslin – Little Rock
- Amber Heard – 406
- Bill Murray
- Derek Graf – Klown Zombie

## Nagrody i nominacje
| Nagrody i nominacje                        | Nagrody i nominacje                | Nagrody i nominacje                                                                | Nagrody i nominacje |
| Ceremonia                                  | Kategoria                          | Nominowani                                                                         | Wynik               |
| ------------------------------------------ | ---------------------------------- | ---------------------------------------------------------------------------------- | ------------------- |
| Broadcast Film Critics Association         | Najlepsza komedia                  |                                                                                    | Nominacja           |
| Detroit Film Critics Society               | Najlepszy aktor drugoplanowy       | Woody Harrelson                                                                    | Nominacja           |
| Detroit Film Critics Society               | Najlepsza obsada                   | Abigail Breslin Jesse Eisenberg Woody Harrelson Amber Heard Bill Murray Emma Stone | Nominacja           |
| Empire Awards                              | Najlepszy horror                   |                                                                                    | Nominacja           |
| Golden Schmoes                             | Najlepsza komedia roku             |                                                                                    | Nominacja           |
| Golden Schmoes                             | Najlepszy horror roku              |                                                                                    | Wygrana             |
| Golden Schmoes                             | Największa niespodzianka roku      |                                                                                    | Nominacja           |
| Golden Schmoes                             | Najlepsza postać roku              | (Tallahassee)                                                                      | Nominacja           |
| Golden Schmoes                             | Najlepsza scena akcji roku         | (Tallahassee vs. the Amusement Park)                                               | Nominacja           |
| Golden Schmoes                             | Najbardziej zapamiętana scena roku | (Bill Murray Cameo)                                                                | Wygrana             |
| Golden Schmoes                             | Najlepszy T&A roku                 | Emma Stone                                                                         | Nominacja           |
| MTV Movie Awards                           | Najlepsza scena Scared-As-S**t     | Jesse Eisenberg (406 budzi się)                                                    | Nominacja           |
| MTV Movie Awards                           | Najbardziej zaskakujący moment     | (Bill Murray?! A Zombie?!)                                                         | Nominacja           |
| Saturn Awards                              | Najlepszy horror                   |                                                                                    | Nominacja           |
| Saturn Awards                              | Najlepszy aktor drugoplanowy       | Woody Harrelson                                                                    | Nominacja           |
| Sitges Film Festival                       | Nagroda publiczności               | Ruben Fleischer                                                                    | Wygrana             |
| St. Louis Gateway Film Critics Association | Najlepsza komedia                  |                                                                                    | Nominacja           |
| Teen Choice Awards                         | Wybrana aktorka: Komedia           | Emma Stone                                                                         | Nominacja           |

## Odbiór

### Box office
Budżet filmu jest szacowany na 23 milionów dolarów. W Stanach Zjednoczonych i w Kanadzie film zarobił 75,5 mln USD. W innych krajach przychody również wyniosły 26,8 mln, a łączny przychód 102,3 mln dolarów.

### Krytyka w mediach
Film spotkał się z pozytywną reakcją krytyków. W serwisie Rotten Tomatoes 90% ze 249 recenzji jest pozytywne, a średnia ocen wyniosła 7,4/10. Na portalu Metacritic średnia ocen z 31 recenzji wyniosła 73 punktów na 100.